# Ogcodes ater
Ogcodes ater este o specie de muște din genul Ogcodes, familia Acroceridae, descrisă de White în anul 1914. Conform Catalogue of Life specia Ogcodes ater nu are subspecii cunoscute.